# Wide-field Infrared Survey Explorer

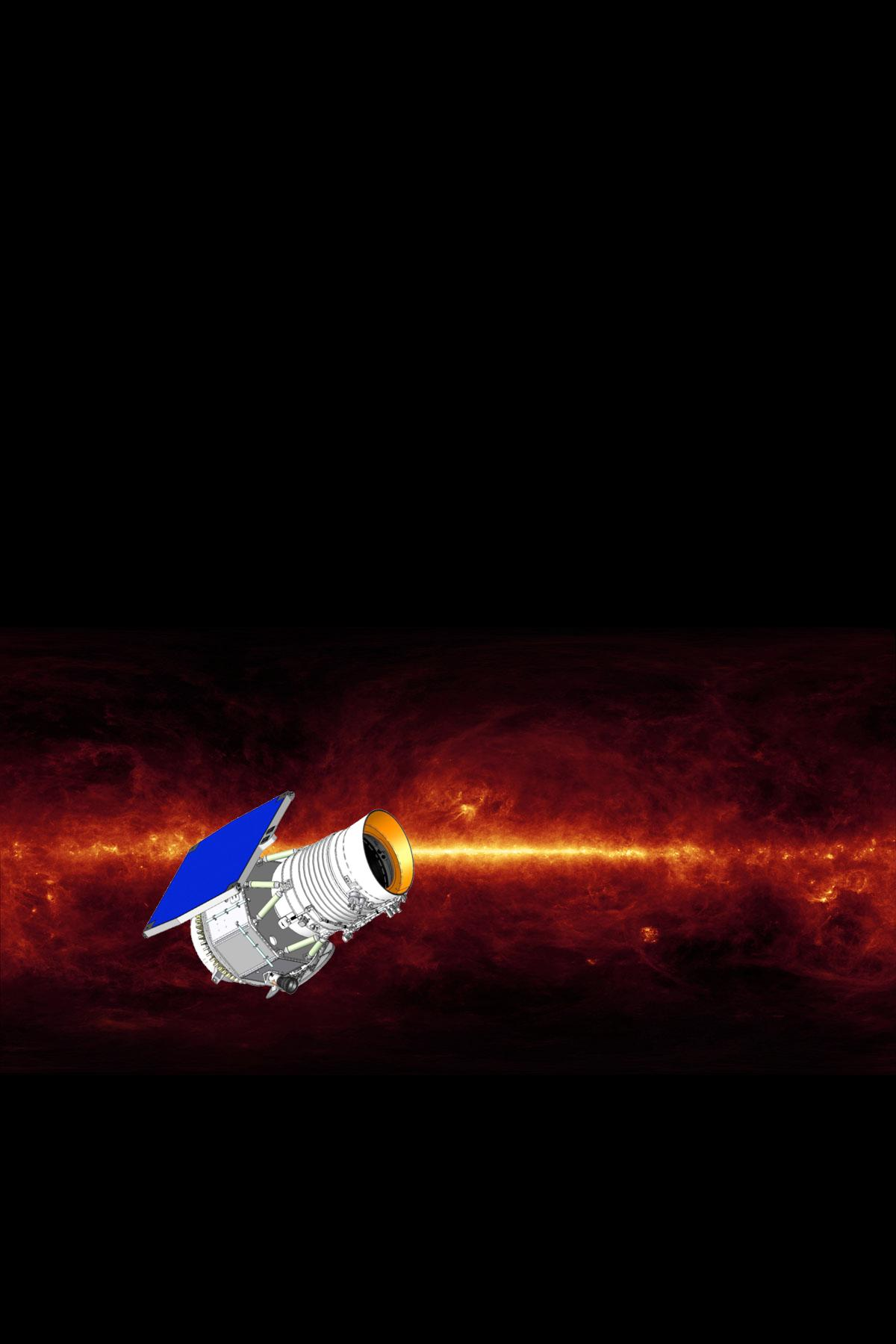
Dibuix del Wide-field Infrared Survey Explorer

El Wide-field Infrared Survey Explorer (WISE) és un telescopi espacial astronòmic de longitud d'ona infraroja de la NASA llançat el 14 desembre 2009, i es va activar l'estat d'hibernació, el febrer de 2011, quan es va apagar el seu transmissor. Va descobrir la primera nana de classe Y i l'asteroide troià de la Terra, desenes de milers de nous asteroides, i nombrosos cúmuls estel·lars que no havien estat descoberts.
WISE va realitzar un sondeig astronòmic de tot el cel amb imatges en 3,4, 4,6, 12 i 22 μm en bandes de longitud d'ona durant deu mesos utilitzant un telescopi d'infraroig de 40 cm de diàmetre en òrbita terrestre. Després d'esgotar-se el refrigerant d'hidrogen, es va conduir una extensió de la missió de quatre mesos anomenada NEOWISE per trobar cossos menors del sistema solar prop de l'òrbita terrestre (p. ex. cometes i asteroides perillosos) usant la seva capacitat restant.
Totes les imatges processades incloent les dades del cel, dades en cru i catàlegs font, van ser alliberats al públic el 14 de març de 2012. L'agost de 2013, la NASA va anunciar que reactivaria el telescopi WISE per a una nova missió de tres anys per buscar asteroides que podrien xocar amb la Terra.

## Objectius

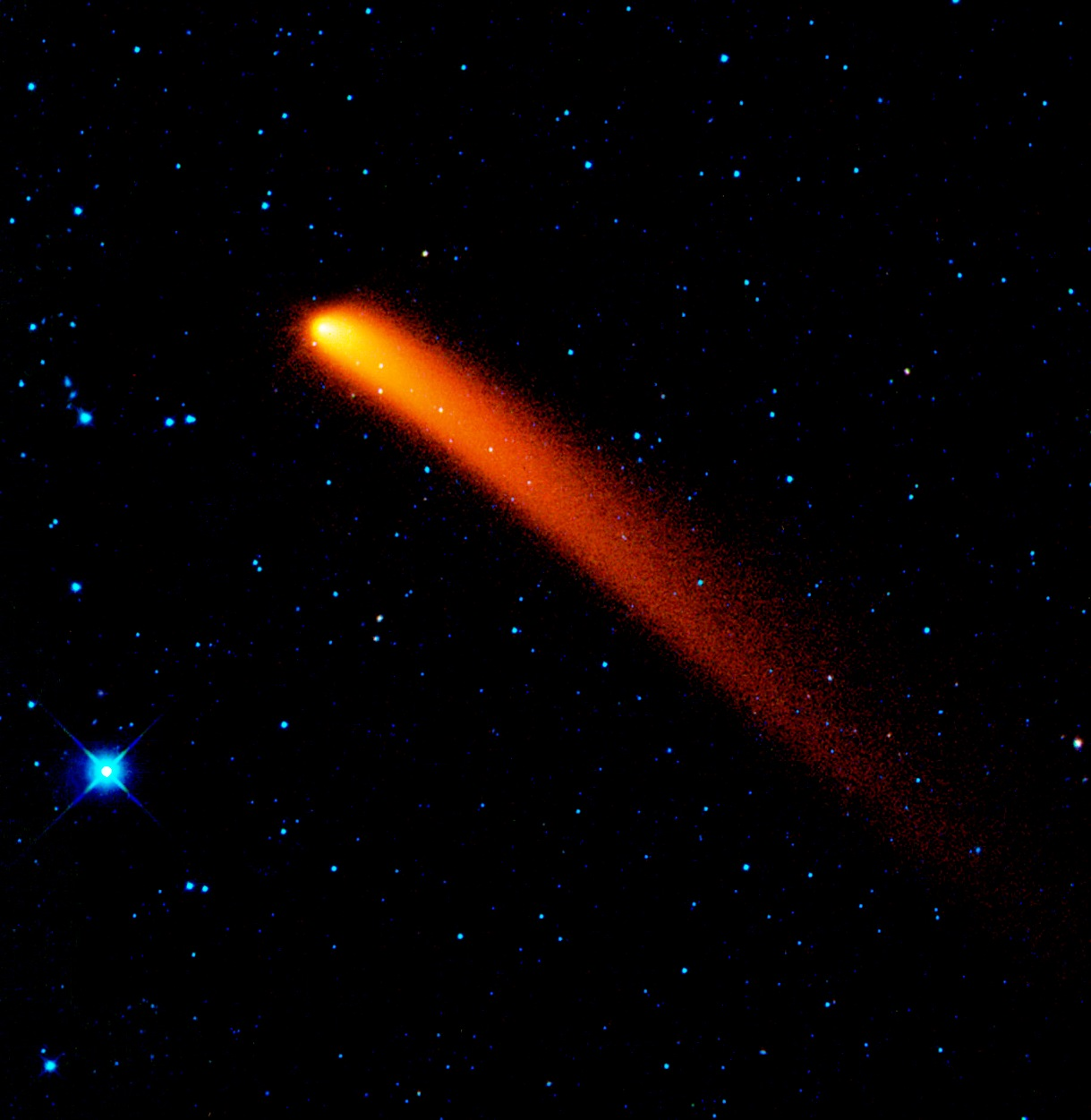
Cometa C/2007 Q3 (Siding Spring) en el infraroig gràcies al WISE

La missió va ser planejada per crear imatges d'infrarojos de 99 per cent del cel, amb almenys vuit imatges fetes de cada posició en el cel per tal d'augmentar la precisió. La nau espacial va ser situat a una òrbita heliosíncrona polar circular de 525 km per a la seva missió de deu mesos, on prendria 1,5 milions d'imatges, una cada onze segons. El satèl·lit va orbitar per sobre del terminador, el seu telescopi apuntant sempre a la direcció oposada a la Terra, amb excepció de la Lluna, que s'evita, i les seves cèl·lules solars cap al Sol. Cada imatge cobreix un camp de visió de 47 minuts d'arc, que significa sis segons d'arc de resolució. Cada àrea del cel va ser escanejat almenys deu vegades a l'equador, els pols es van escanejar teòricament, ja que cada revolució a causa de la superposició de les imatges. La biblioteca d'imatges produïdes conté dades a nivell del sistema solar local, la Galàxia de la Via Làctia, i l'univers més distant. Entre els objectes que ha estudiat el WISE s'hi destaquen els asteroides, estrelles fredes i febles com les nanes marrones, i les galàxies més lluminoses per infraroig.

### Objectius fora del sistema solar
Les guarderies estel·lars, que estan cobertes per la pols interestel·lar, són detectables en l'infraroig, ja que a aquesta longitud d'ona, la radiació electromagnètica pot penetrar la pols. De fet, els mesuraments infraroigs del sondeig astronòmic WISE han estat particularment eficaços en el descobriment de nous cúmuls estel·lars. Així, les galàxies de l'Univers jove i les galàxies en interacció, on la formació estel·lar és intensiva, són brillants en l'infraroig. En aquesta longitud d'ona, els núvols de gas interestel·lars també són detectables, així com els discos protoplanetaris. S'esperava trobar almenys mil d'aquests discs protoplanetaris amb el satèl·lit WISE.

### Objectius del sistema solar
El WISE no va ser capaç de detectar objectes al cinturó de Kuiper, ja que les temperatures hi són massa baixes. Era capaç de detectar qualsevol objecte amb una temperatura superior als 70 a 100 Kelvin. Un objecte de la mida de Neptú podria ser detectable fins a 700 ua, un objecte de la massa de Júpiter fins a un any llum (63.000 AU), sempre dins de la zona de control gravitatori del Sol. Un objecte més gran de dos a tres vegades la massa de Júpiter seria visible a una distància de fins a set a deu anys llum.
Al moment de la planificació, es va estimar que WISE detectaria sobre tres cents mil asteroides del cinturó principal, dels quals aproximadament cent mil serien nous, i uns 700 objectes propers a la Terra (near-Earth objects o NEO) per sobre dels tres cents com a descobriment. Això es tradueix en al voltant de mil nous asteroides del cinturó principal per dia, i ú a tres NEOs per dia. El pic de la magnitud de distribució de NEOs seria sobre els 21–22 V. WISE detectaria cada objecte típic del sistema solar de deu a dotze vegades durant prop de 36 hores en intervals de tres hores.
La construcció del telescopi WISE va ser dividida entre Ball Aerospace & Technologies (nau espacial, suport a les operacions), SSG Precision Optronics, Inc. (telescopi, òptica, mirall d'escaneig), DRS i Rockwell (plans focals), Lockheed Martin (criostat, refrigeració per al telescopi), i Space Dynamics Laboratory (instruments, electrònica, i les proves). El programa es gestiona a través de la Jet Propulsion Laboratory.

## Nau espacial
L'instrument WISE va ser fabricat per Space Dynamics Laboratory a Logan, Utah. El model de satèl·lit del WISE va ser fabricat per Ball Aerospace and Technologies Corp. a Boulder, Colorado. La nau es deriva de l'arquitectura de naus espacials RS-300 de Ball Aerospace, particularment les naus espacials NEXTSat fabricades per l'existosa missió Orbital Express llançat el 9 de març de 2007. El sistema de vol té una massa estimada de 560 kg. La nau està estabilitzada en tres eixos, amb panells solars fixos en la nau. Utilitza una antena d'alt guany en banda Ku per transmetre a les estacions terrestres a través del sistema geoestacionari TDRSS. Ball també va realitzar proves i integració del sistema de vol.

## Missió
WISE va sondejar el cel en quatre longituds d'ona de la banda infraroja, a una alta sensitivitat. Els seus sensors tenen límits de sensitivitat de 5-sigmes de 120, 160, 650, i 2600 microjanskies (µJy) a 3,3, 4,7, 12, i 23 micròmeters (o també micres). Aquest és un factor de 1.000 vegades millor sensitivitat que el sondeig completat en 1983 pel satèl·lit IRAS en les bandes de 12 i 23 micròmetres (micres), i un factor de 500.000 vegades millor que el sondeig de la dècada de 1990 realitzada pel satèl·lit Cosmic Background Explorer (COBE) a 3,3 i 4,7 micròmetres. D'altra banda, l'IRAS també podia observar la longitud d'ona de 60 i 100 micres.
- Banda 1 – 3,4 micres – sensibilitat banda ampla a les estrelles i galàxies
- Banda 2 – 4,6 micres – detecció de la radiació tèrmica procedent de les fonts de calor internes d'objectes subestel·lars com les nanes marrons
- Banda 3 – 12 micres – detecció de la radiació tèrmica dels asteroides
- Banda 4 – 22 micres – sensitivitat a la pols en regions de formacions d'estrelles (material amb temperatures de 70–100 kèlvins)

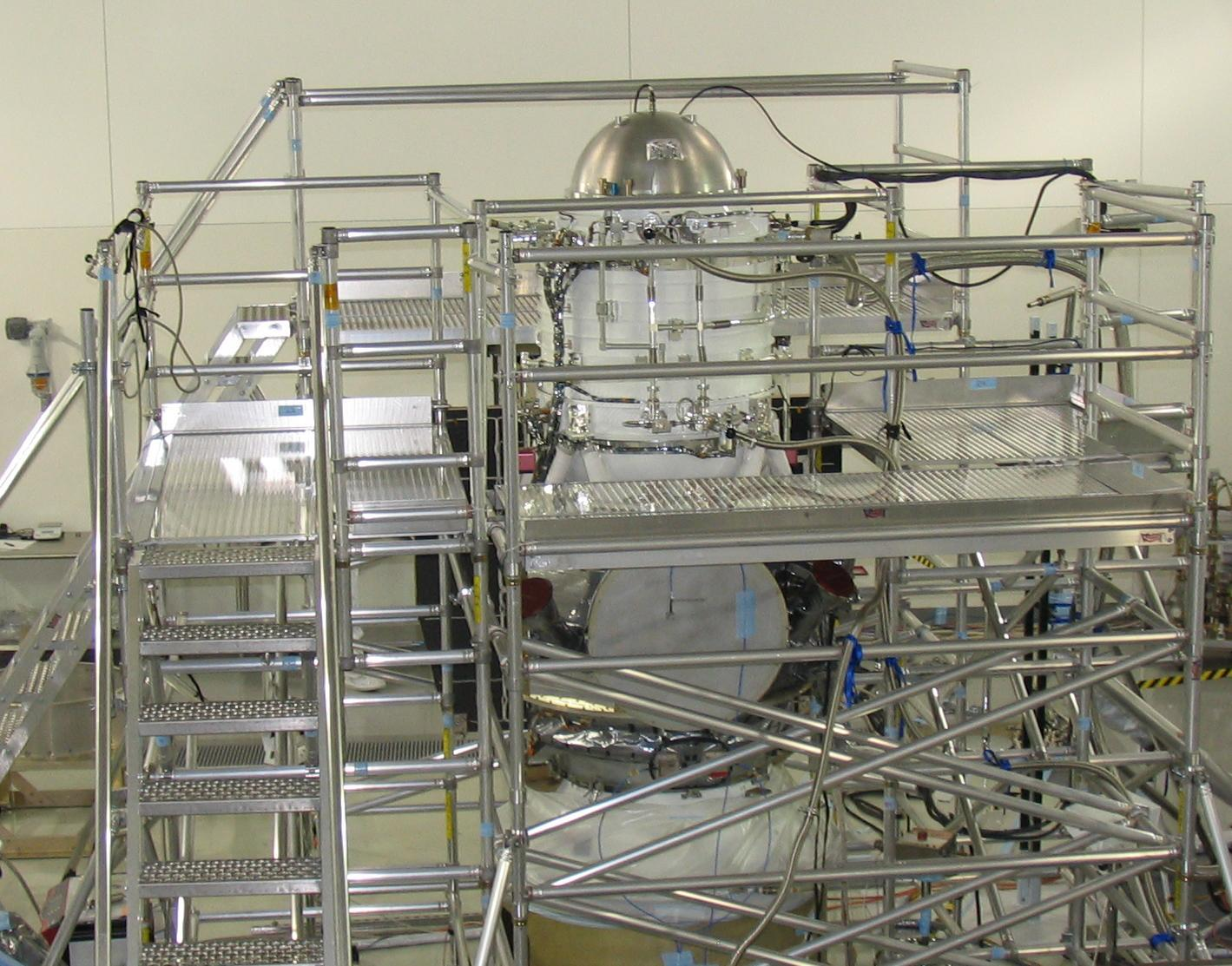
Una estructura de bastida construïda al voltant de WISE que permet l'accés enginyers mentre que el seu refrigerant d'hidrogen s'està congelant

La missió primària va durar deu mesos: un mes per a les comprovacions, sis mesos pel sondeig de tot el cel for a full-sky survey, llavors un seondeig addicional de tres mesos fins a l'esgotament del refrigerant criogènic. El segon sondeig parcial va facilitar l'estudi dels canvis (p.e. moviment orbital) en els objectes observats.

### Audiència al Congrés
El 8 de novembre de 2007, el Subcomitè de l'Espai i l'Aeronàutica (Subcommittee on Space and Aeronautics) va celebrar una audiència per examinar l'estat del programa de sondeig d'objectes propers a la Terra de la NASA. La possibilitat d'utilitzar el WISE va ser proposat per funcionaris de la NASA.
Els funcionaris de la NASA van dir al personal del Comitè que la NASA planeja utilitzar el WISE per detectar objectes propers a la Terra a més de realitzar els seus objectius científics. Segons les previsions, el WISE podria detectar quatre cents NEOs (o aproximadament el 2 per cent de la població prevista de NEOs d'interès) dins de la seva missió d'un any.

### Resultats
El 27 de maig de 2010, el WISE va descobrir 12.141 asteroides fins llavors desconeguts, dels quals 64 van ser considerats propers a la Terra, i onze nous cometes. Això va augmentar fins a 113 asteroides propers a la Terra i setze cometes pel 26 d'agost de 2010. Es van descobrir dos nanes marrons inequívocs, encara que les seves distàncies són desconegudes, així com alguns candidats de nanes marrons.
A l'octubre de 2010, es van descobrir 33.500 asteroides i cometes nous, i prop de 154.000 objectes del sistema solar van ser observats pel WISE. D'aquest total en aquesta data, es van descobrir 136 nous NEA, PHA, i cometes. Fora d'aquests, 19 eren asteroides potencialment perillosos (potentially hazardous asteroid o PHA), objectes celestes, més propensos a xocar amb la Terra i causar una destrucció significativa (no confondre amb el més comú però menys perillós objecte proper a la Terra (Near Earth object o NEO)). A l'octubre de 2010, hi havien 1.151 PHA coneguts, incloent els que van ser trobats pel WISE.
La durada inicial de la missió es va veure limitat pel seu refrigerant d'hidrogen, però una missió postcriogènica secundària va continuar quatre mesos més per trobar més NEOs.
El descobriment d'una nana marró superfreda, WISEPC J045853.90+643451.9, d'aproximadament 10 a 30 anys llum de la Terra, va ser anunciat al novembre de 2010 sobre la base de les primeres dades. Al juliol de 2011 es va anunciar que WISE havia descobert el primer asteroide troià de la Terra, 2010 TK7. A més, el tercer sistema estel·lar més proper, Luhman 16.

## Fites del projecte
La missió WISE és liderada pel Dr. Edward L. Wright de la Universitat de Califòrnia, Los Angeles. La missió té una llarga història amb els esforços de Wright, i va ser finançada per primera vegada per la NASA en 1999 com a candidata a Medium-class Explorer (MIDEX) de la NASA sota el nom de Next Generation Sky Survey (NGSS). La història del programa des de 1999 a la data es resumeix breument en la manera següent:
- Gener de 1999  —  NGSS és una de les cinc missions seleccionades per un estudi de Fase A, amb una selecció d'espera per a la fi de 1999, de dues d'aquestes cinc missions per a la fabricació i posada en marxa, un el 2003 i un altre el 2004. El cost de la missió s'estima en $ 139 milions en aquell moment.
- Març de 1999  —  El telescopi infraroig WIRE falla a poques hores d'arribar a l'òrbita.
- Octubre de 1999  —  S'atorguen els guanyadors de l'estudi MIDEX, i el NGSS no és seleccionat.
- Octubre de 2001  —  La proposta NGSS es torna a presentar a la NASA com una missió MIDEX.
- Abril 2002  —  La proposta NGSS és acceptada per l'oficina Explorer de la NASA per procedir com un dels quatre programes MIDEX per un estudi en pre-fase A.
- Desembre de 2002  —  La NGSS canvia el seu nom pel de Wide-field Infrared Survey Explorer (WISE).
- Març de 2003  —  La NASA llança un comunicat de premsa anunciant que el WISE ha estat seleccionat per a un estudi ampliat de Fase-A, el que porta a una decisió el 2004 sobre si procedir amb el desenvolupament de la missió.
- Abril de 2003  —  Ball Aerospace és seleccionat com el proveïdor de la nau espacial de la missió WISE.
- Abril de 2004  —  WISE se selecciona com la propera missió MIDEX de la NASA. El cost de WISE s'estima en $ 208 milions en aquell moment.
- Novembre de 2004  —  NASA selecciona a Space Dynamics Laboratory a la Utah State University per construir el telescopi pel WISE.
- Octubre de 2006  —  WISE es confirma per al desenvolupament per la NASA i s'autoritza per a procedir amb el desenvolupament. El cost de la missió en aquell moment s'estima en $ 300 milions.

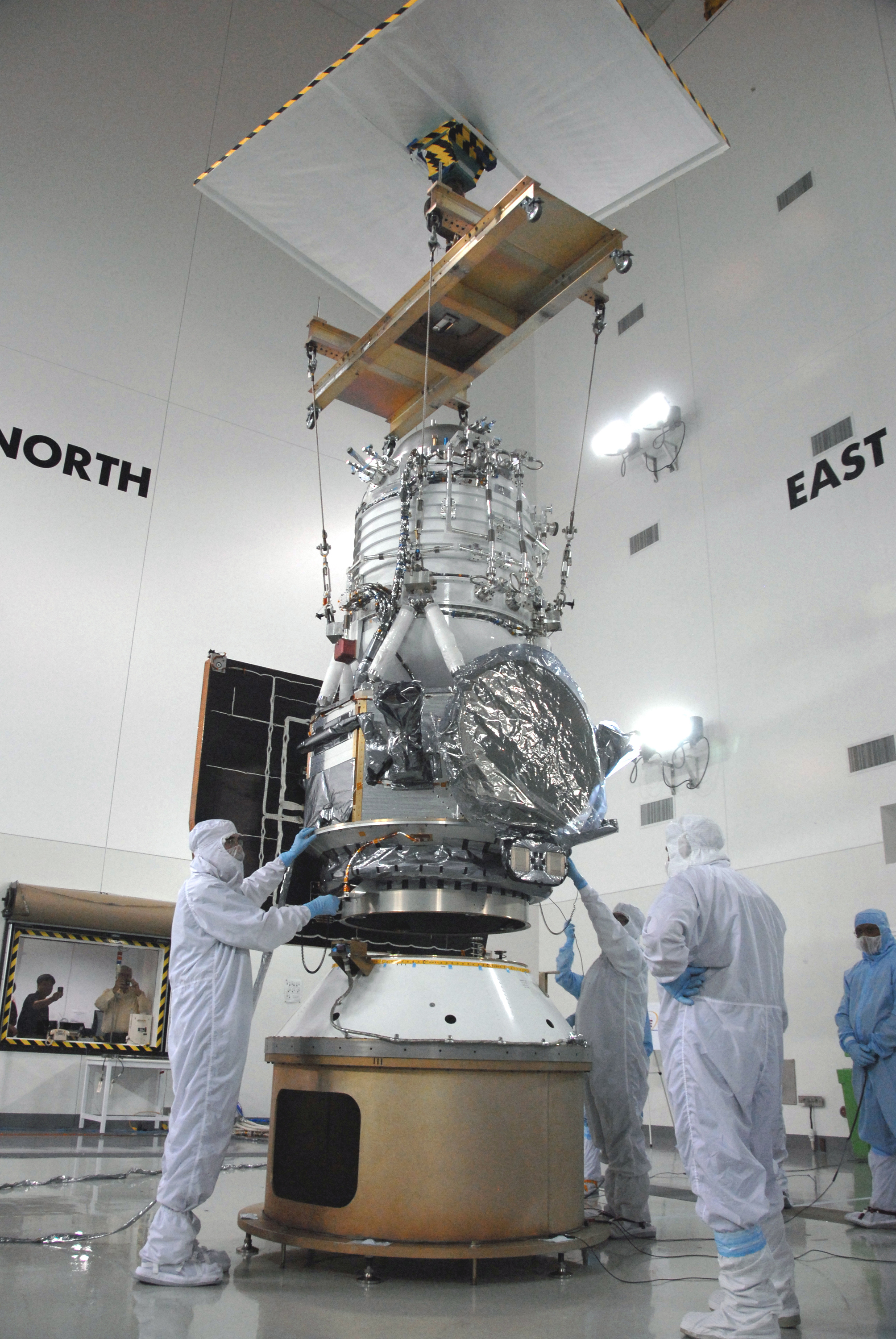
WISE sent connectat al seu adaptador per al llançament
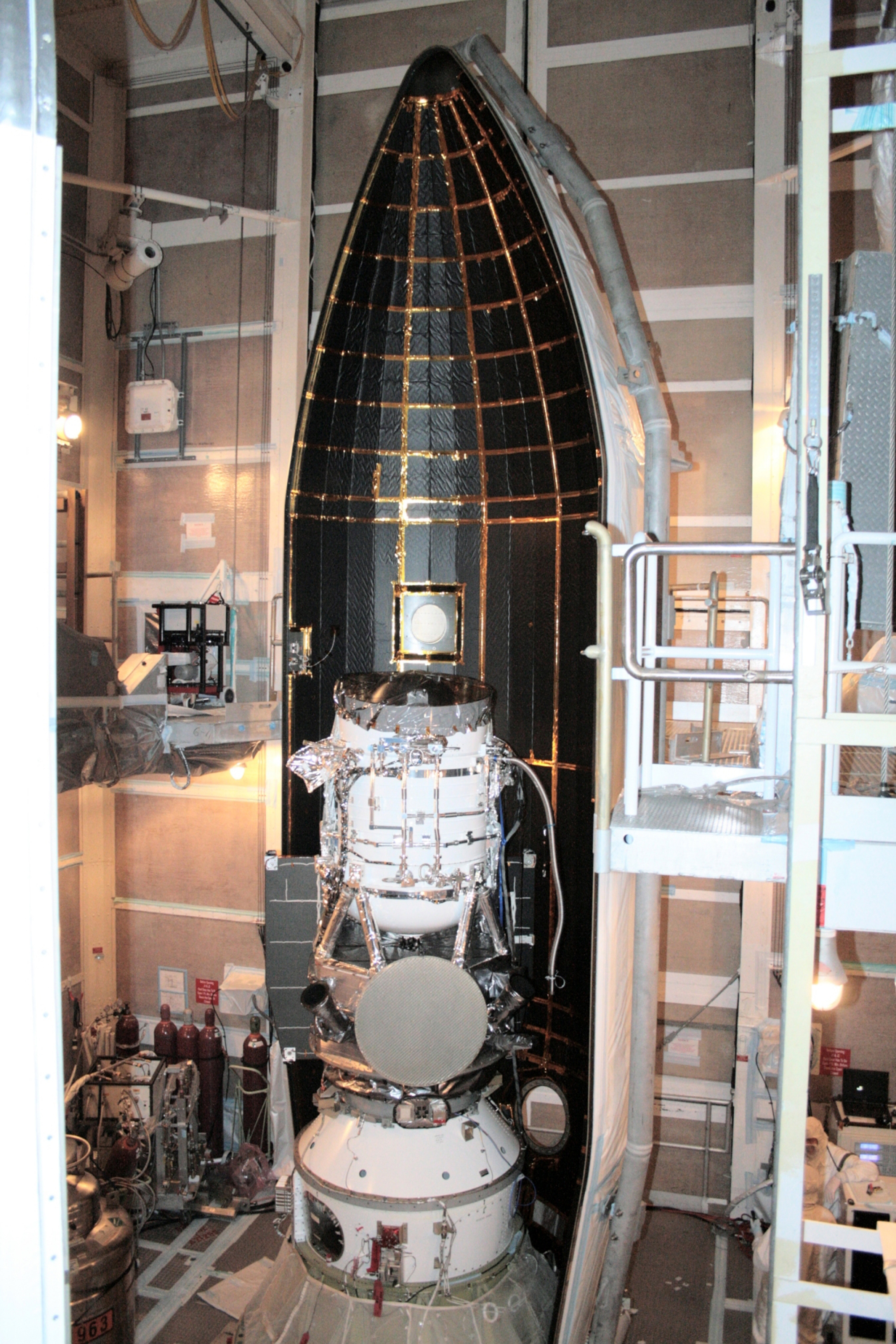
WISE durant la instal·lació de la coberta de la càrrega útil
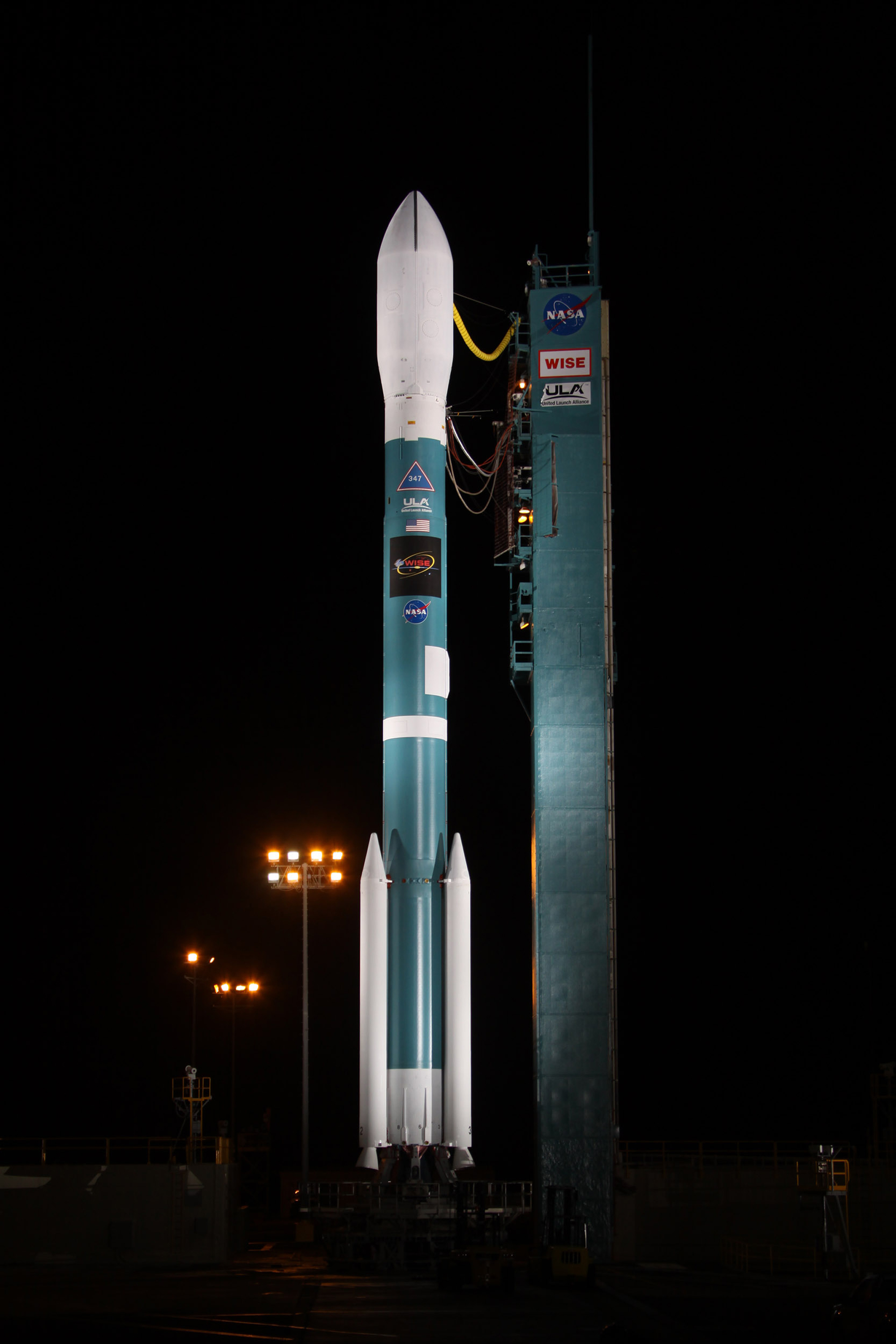
Coet Delta II amb el WISE a bord
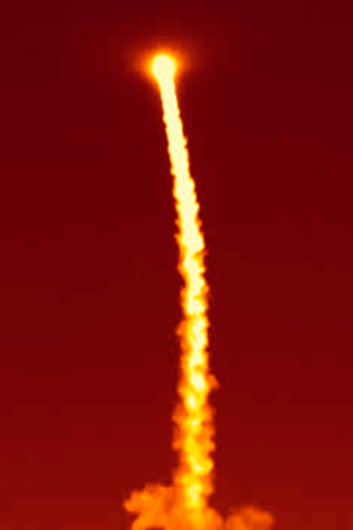
Imatge infraroig del llançament del WISE des de Vandenberg AFB

- 14 de desembre de 2009  —  El WISE va ser llançat amb èxit de la Vandenberg Air Force Base, Califòrnia.
- 29 de desembre de 2009  —  El WISE va expulsar amb èxit la coberta d'instruments.
- 6 de gener de 2010  —  S'allibera la imatge de la primera llum del WISE.
- 14 de gener de 2010  —  WISE començar el sondeig regular en quatre longituds d'ona programat per nou mesos de duració. Es va preveure que cobreixi el 99% del cel amb imatges de solapament en els primers sis mesos i continuant amb una segona passada fins que el refrigerant d'hidrogen s'esgotés uns tres mesos després.
- 25 de gener de 2010  —  WISE detecta un nou asteroide proper a la Terra, designat 2010 AB78.[32]
- 11 de febrer de 2010  —  WISE detecta un nou cometa, designat P/2010 B2 (WISE).[33]
- 25 de febrer de 2010  —  El lloc web del WISE informa que s'ha sondejat més d'un quart del cel a una profunditat de set marcs d'imatge sobreposades.
- 10 d'abril de 2010  —  El lloc web del WISE informa que s'ha sondejat més de la meitat del cel a una profunditat de set marcs d'imatge sobreposades.
- 26 de maig de 2010  —  El lloc web del WISE informa que s'ha sondejat més tres quartsdel cel a una profunditat de set marcs d'imatge sobreposades.
- 16 de juliol 2010  —  Un anunci de premsa anuncia que el sondeig total del cel finalitzarà el 17 de juliol de 2010.[34] Al voltant de la meitat del cel seria sondejat de nou abans que el bloc de refrigerant sòlid d'hidrogen en la part instrumental s'hagi esgotat.
- Octubre de 2010  —  S'esgota el refrigerant d'hidrogen del WISE. Inici de la Divisió Planetària de la NASA en finançar la missió NEOWISE.[11]
- Gener de 2011  —  Tot el cel és sondejat a una densitat d'imatge d'almenys més de 16 marcs (és a dir, la segona exploració del cel completada).
- 17 de febrer de 2011  —  El transmissor de la nau WISE és apagat a les 12:00 del migdia PST per l'Investigador Principal Ned Wright. La nau espacial romandrà en hibernació, sense contactes de terra a l'espera d'una possible utilització futura.[35]
- 14 d'abril de 2011  —  Versió preliminar de les dades que cobreix el 57 per cent del cel vist pel WISE.[36]
- 27 de juliol de 2011  —  Primer asteroide troià de la Terra descobert per les dades del WISE.[5][6]
- 23 d'agost de 2011  —  El WISE confirma l'existència d'una nova classe de nanes marrons, la nana Y. Algunes d'aquestes estrelles semblen tenir temperatures de menys de 300 K, prop de la temperatura ambient a aproximadament 25C. Les nanes Y mostren l'absorció d'amoníac, a més de metà i bandes d'absorció d'aigua mostrades per nanes T.[7][8]
- 14 de març de 2012  —  Alliberament de les dades de tot el cel del WISE a la comunitat científica.[37]
- 29 d'agost de 2012  —  El WISE revela milions de forats negres.[38]
- 20 de setembre de 2012  —  Es va contactar amb èxit amb el WISE per comprovar el seu estat.[4]
- 21 d'agost de 2013  —  La NASA anuncia que el WISE seria reactivat amb una nova missió per trobar asteroides.[16]
- 19 de desembre de 2013  —  La NASA allibera una nova imatge presa pel telescopi WISE reactivat, després d'una fase de refredament prolongat. La missió NEOWISE reviscuda està en funcionament i recull dades.

## Història

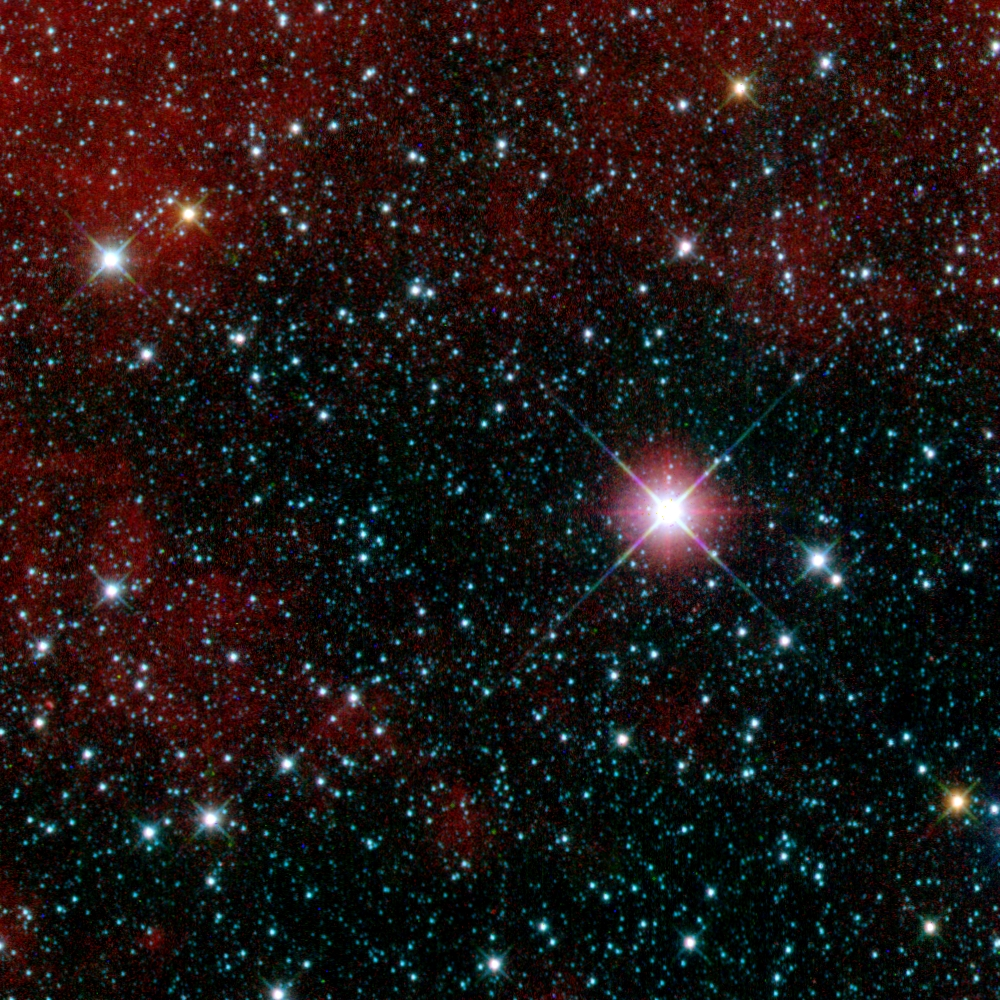
Aquest primera imatge és una captura infraroja en color fals del cel en la direcció de la constel·lació de la Quilla.

### Llançament
El llançament del coet Delta II transportant el satèl·lit WISE va ser originalment programat per l'11 de desembre de 2009. Aquest intent va ser ajornat per corregir un problema amb un motor de direcció del coet. El llançament va ser reprogramat pel 14 de desembre de 2009. El segon intent es va efectuar amb temps a les 14:09:33 UTC (06:09 local PST) des del Vandenberg Air Force Base a Califòrnia. El coet va situar amb èxit el satèl·lit WISE en una òrbita polar programada a una altitud de 525 km per sobre de la Terra.
WISE va evitar el problema que va patir el Wide Field Infrared Explorer (WIRE), que va fracassar en poques hores en arribar a l'òrbita en el març de 1999.  A més a més, el WISE va ser mil vegades més sensitiu que  els sondejos previs com el IRAS, AKARI, i l'experiment DIRBE del COBE.

### Missió "freda"
Durant un mes de comprovacions després del llançament, tots els sistemes de la nau espacial funcionament correctament com també les operacions d'enllaços de dades en alta i baixa amplada de banda. La coberta de l'instrument va ser expulsat amb èxit el 29 de desembre de 2009. Es va alliberar una primera imatge visible el 6 de gener de 2010: una exposició de vuit segons de la constel·lació de la Quilla mostrant llum infraroja en fals color des de tres de les quatre bandes de longitud d'ona del WISE: Blau, verd i vermell corresponent a 3,4, 4,6 i 12 micròmetres, respectively. El 14 de gener de 2010, la missió WISE va iniciar el seu sondeig oficial del cel.
L'oferta del grup de WISE per a la continuació en el finançament per un període prolongat anomenat "missió càlida" va baixar per un grup d'anàlisi de la NASA, en part causa de la falta de grups per a la publicació de les dades del WISE. Aquesta missió hauria permès l'ús dels detectors de 3,4 i 4,6 de micròmetres després de l'esgotament del refrigerant criogènic, amb l'objectiu de realitzar un segon estudi del cel per detectar objectes addicionals i obtenir dades de paral·laxi en estrelles nanes marrons putatius. La NASA va ampliar la missió a l'octubre de 2010 per buscar objectes propers a la Terra.
A l'octubre de 2010, es van descobrir uns 33.500 asteroides i cometes nous, i es van observar per sobre de 154.000 objectes del sistema solar. Mentre va ser actiu va trobar dotzenes d'asteroides fins ara desconeguts cada dia. En total, es van capturar més de 2,7 milions d'imatges durant la seva missió principal.

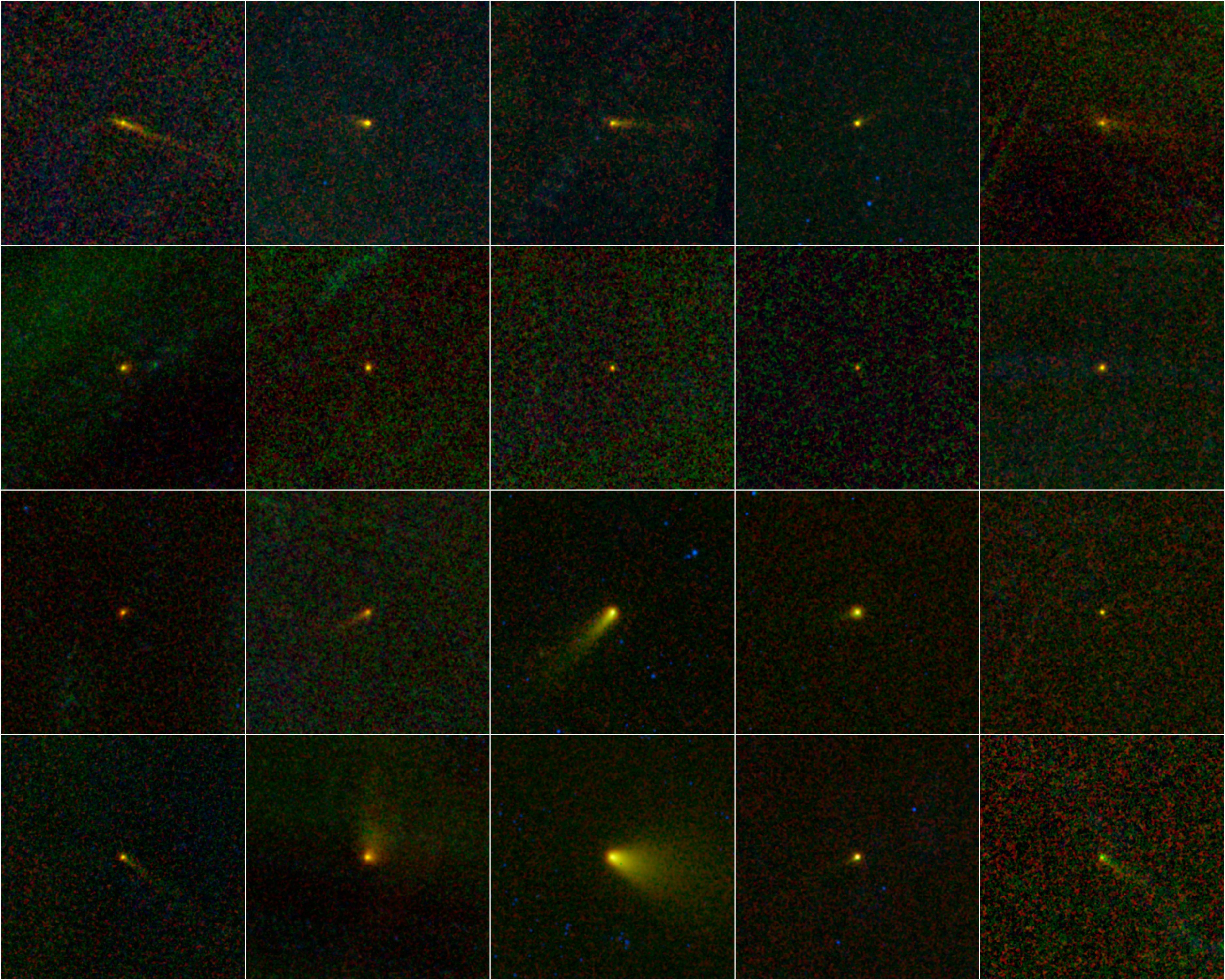
Alguns dels cometes descoberts durant el NEOWISE

### NEOWISE
| LINEAR NEAT Spacewatch LONEOS | CSS Pan-STARRS NEOWISE altres |

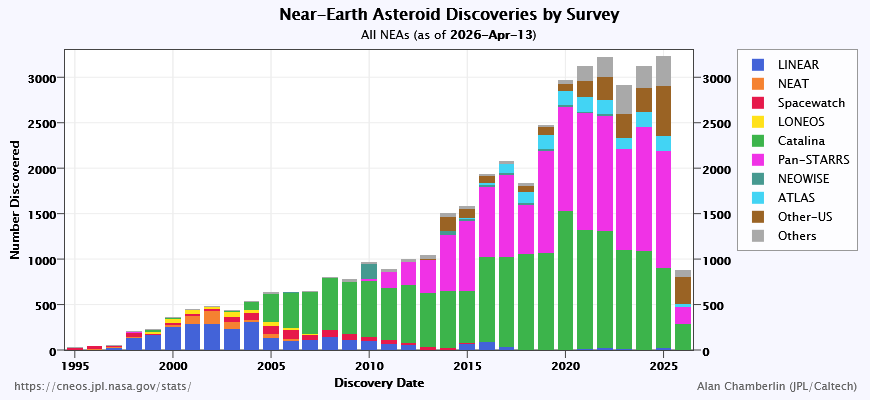
Nombre de NEOs detectats per diversos projectes:

A l'octubre de 2010, la NASA va ampliar la missió un mes amb un programa anomenat Near-Earth Object WISE (NEOWISE). Es va estendre més de tres mesos, ja que va ser un gran èxit. L'objectiu era buscar asteroides i cometes propers a l'òrbita de la Terra, usant la capacitat de detecció post-criogènica restant (dos dels quatre detectors del WISE funcionen sense criogènica). En el febrer de 2011, la NASA va anunciar que NEOWISE havia descobert molts nous objectes en el sistema solar, incloent vint cometes. La nau espacial va ser posada en hibernació l'1 de febrer de 2011.

### Alliberament de dades
El 14 d'abril de 2011, un alliberament preliminar de dades del WISE va ser fer públic, cobrint el 57 per cent del cel observat per la nau espacial. El 14 de març de 2012, va ser llançat a la comunitat astronòmica un nou atles i catàleg de tot el cel infraroig fotografiat pel WISE. El 31 de juliol de 2012, es va alliberar el NEOWISE Post-Cryo Preliminary Data. Es va aprovar també un alliberament anomenat AllWISE, combinant totes les dades.

### Reactivació
El 21 d'agost de 2013, la NASA va anunciar que reactivaria el WISE amb una nova missió per a la cerca d'asteroides amb òrbites que podrien donar lloc a una col·lisió amb la Terra. Addicionalment, es buscarà asteroides que una nau espacial robòtica podria potencialment interceptar i redirigir-lo a l'òrbita de la Lluna. La nova missió s'iniciarà al setembre i està previst que duri tres anys. Amb tot el refrigerant ja esgotat, la NASA planeja portar la temperatura de la nau per sota del seu actual 200 K necessais a 75 K amb el telescopi mirant cap a l'espai profund per un temps. Això farà que la major part de la calor acumulada s'irradiï. Els instruments de la nau espacial llavors, es van recalibrar i iniciar la nova missió.
NASA va dir que espera descobrir 150 asteroides prèviament desconeguts, els coneguts com a objectes propers a la Terra. L'agència també espera aprendre més sobre la forma i grandària de 2.000 asteroides coneguts. Aquesta missió costarà uns $5 milions per any. La nova missió es va deure en part a les crides a la NASA per intensificar la detecció d'asteroides després del prèviament desconegut esdeveniment de Txeliàbinsk que va impactar a Rússia el febrer de 2013.

## Taules de nanes marrons
Entre les nanes marrons en 20 anys llums descobertes pel WISE s'inclouen:
| Objecte        | al  | Tipus espectral | Constel·lació | Ascensió recta | Declinació     |
| -------------- | --- | --------------- | ------------- | -------------- | -------------- |
| Luhman 16      | 6,6 | L8              | Vela          | 10h 49m 15.57s | −53° 19′ 06″   |
| WISE 1506+7027 | 11  | T6              | Ossa Menor    | 15h 06m 49.89s | 70° 27′ 36.23″ |
| WISE 0350-5658 | 12  | Y1              | Reticle       | 03h 50m 00.32s | −56° 58′ 30.2″ |
| WISE 1741+2553 | 18  | T9              | Hèrcules      | 17h 41m 24.22s | 25° 53′ 18.96″ |
| WISE 0359-5401 | 19  | Y0              | Reticle       | 03h 59m 34.06s | −54° 01′ 54.6″ |

Abans del descobriment de Luhman 16 el 2013, WISE 1506+7027 a una distància d'11,1+2,3−1,3 anys llum es va pensar que era la nana marró més propera.

## Descobriments destacats
Exemples dels planetes menors descoberts per la missió WISE s'inclouen:
|  | - 241527 Edwardwright - (241528) 2010 CA10 - 241529 Roccutri - 243516 Marklarsen - (243526) 2010 DY28 - (243529) 2010 DO50 | - (243546) 2010 JH61 - (246837) 2010 CR51 - (246841) 2010 DR58 - (246842) 2010 EZ5 - (246861) 2010 KC18 - (249514) 2010 CZ44 | - (249515) 2010 CF48 - (249516) 2010 CV60 - (249519) 2010 CA130 - (249521) 2010 CU212 - (249522) 2010 DP15 - (249523) 2010 DO53 | - (249530) 2010 GJ92 - (249539) 2010 HY7 - (249540) 2010 HX14 - (249541) 2010 HR25 - (249542) 2010 HS37 - (249543) 2010 HA40 | - (249544) 2010 HQ44 - (249545) 2010 HB45 - (249546) 2010 HE47 - (249547) 2010 HZ83 - (249553) 2010 JV136 - (249556) 2010 KX29 |

## Galeria d'imatges recollides pel WISE

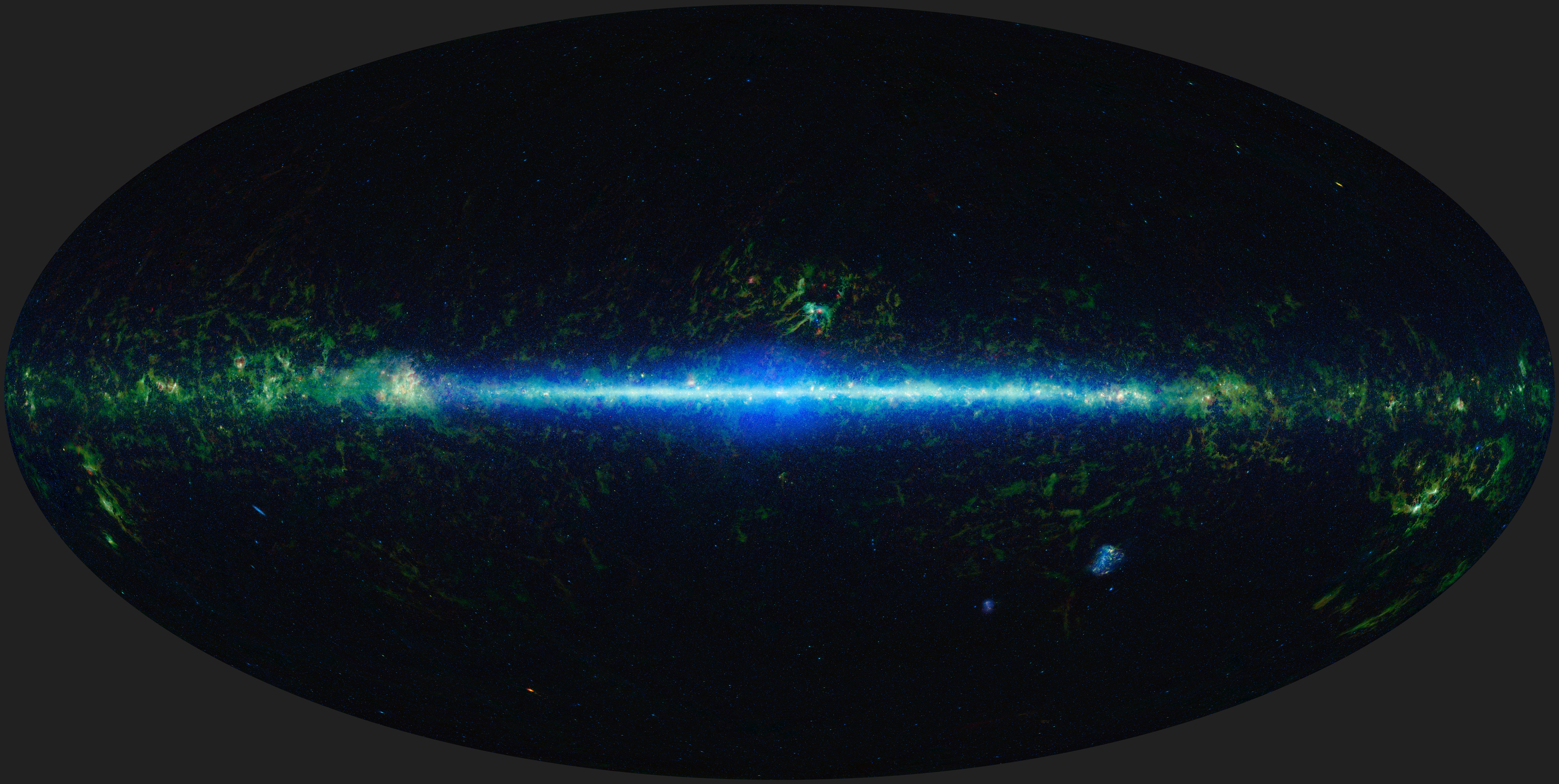
Una vista del cel sencer en longituds d'ona infrarojes renderitzades en llum visible.
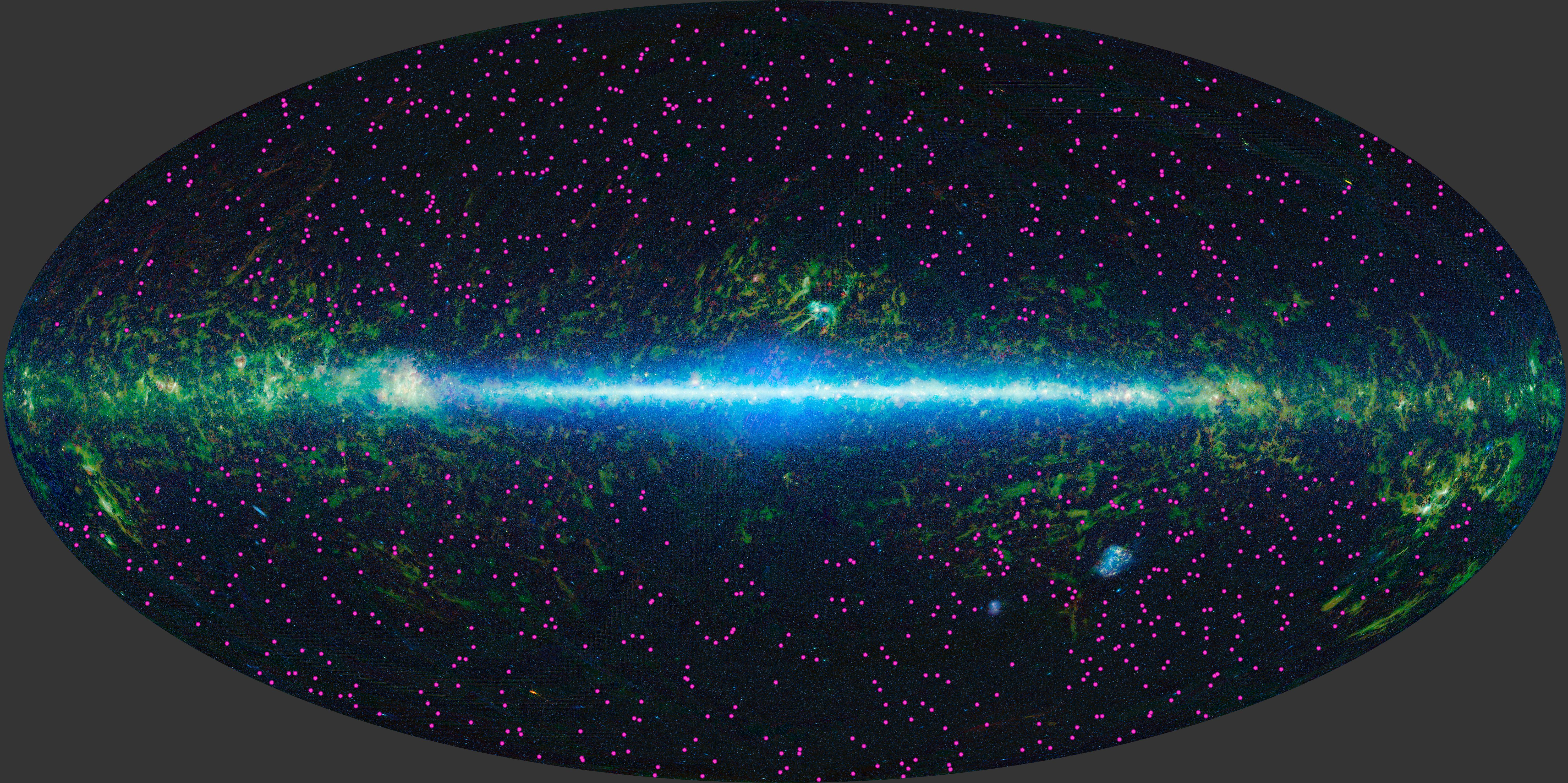
La mateixa vista del cel sencer, destacant les galàxies càlides i amagades per la pols

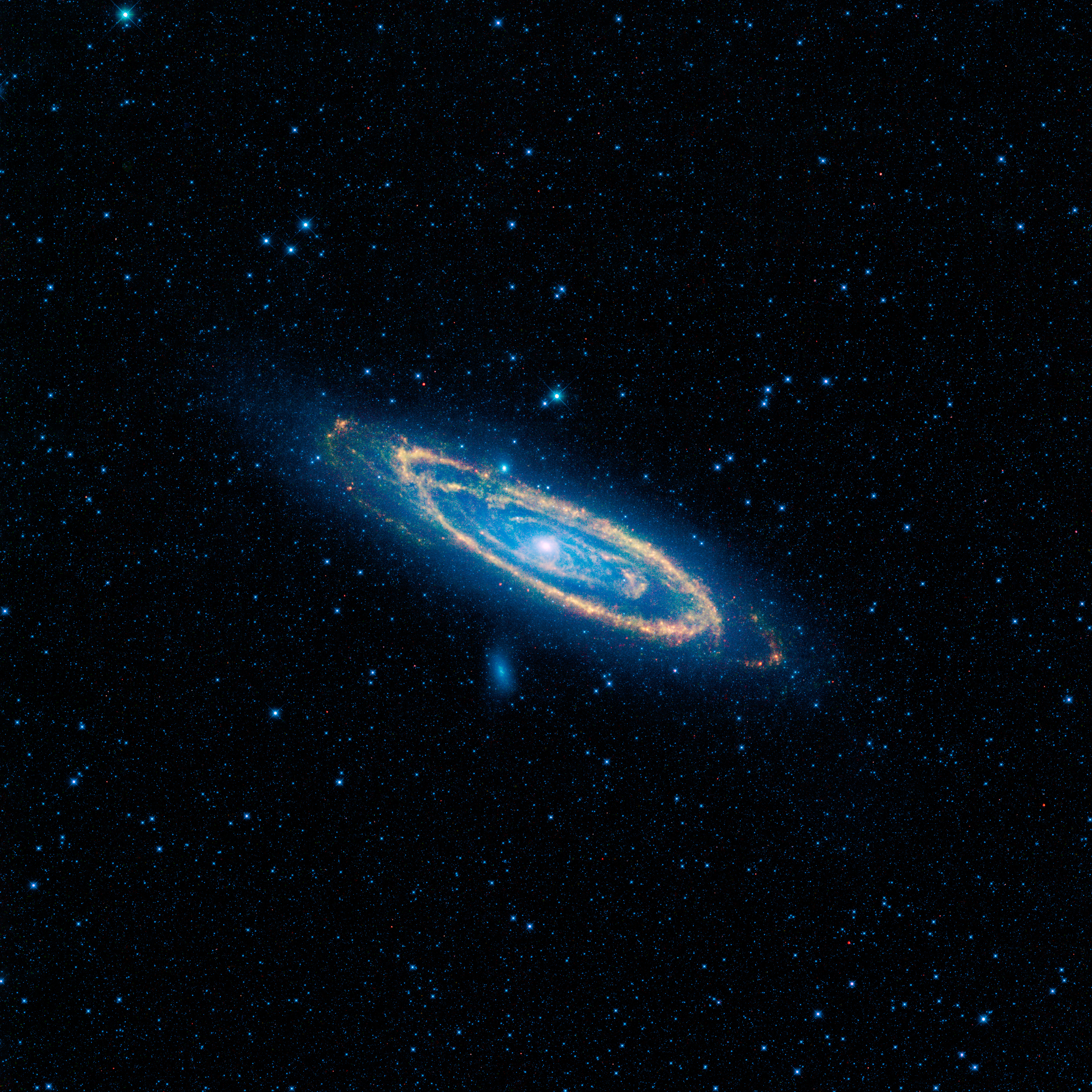
Vista infraroja en camp ampli de la Galàxia d'Andròmeda utilitzant quatre sensors d'infraroig
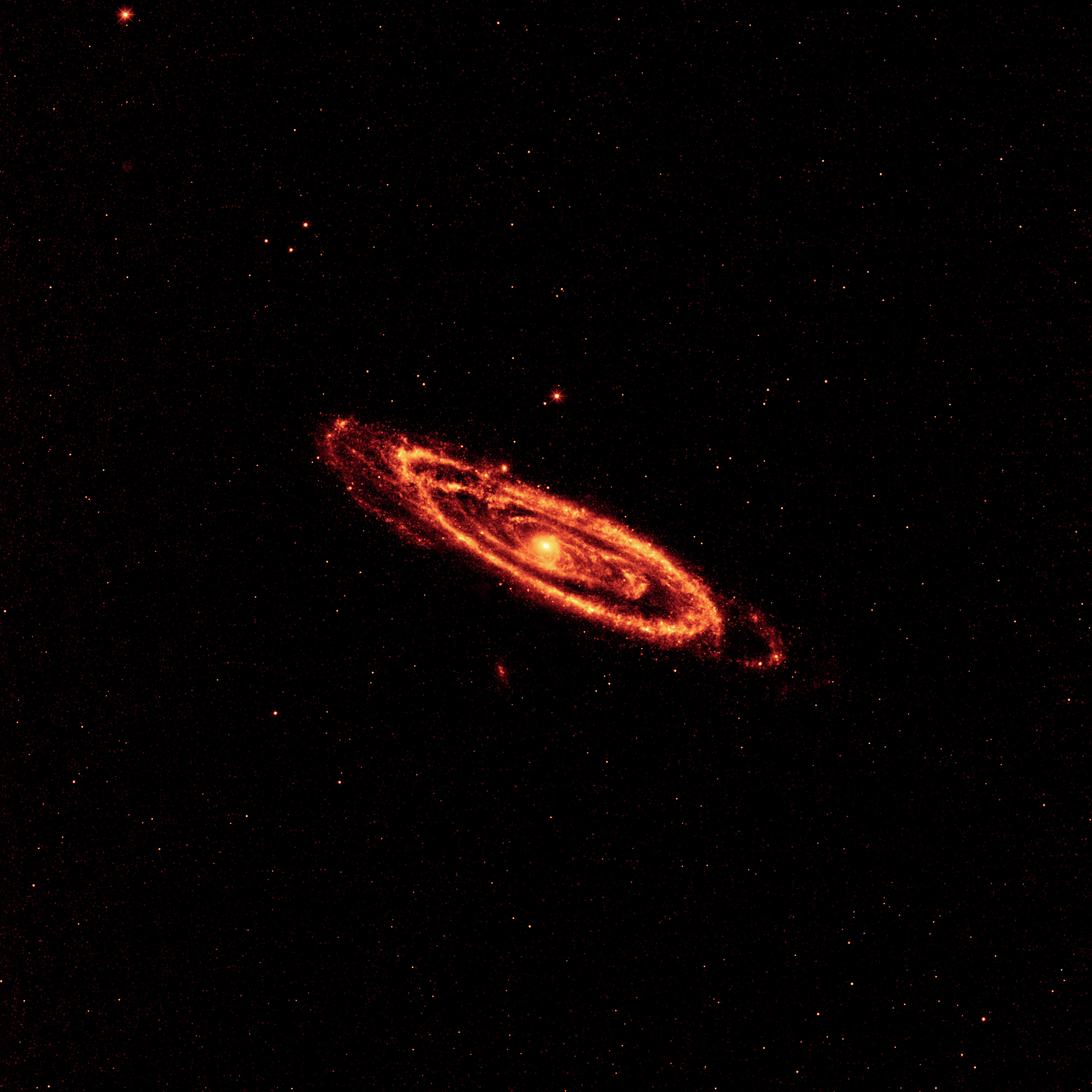
Andròmeda vista des dels sensors de longitud d'ona infraroja més llargues: taronja és el de 12 µm i vermell és el de 22 µm
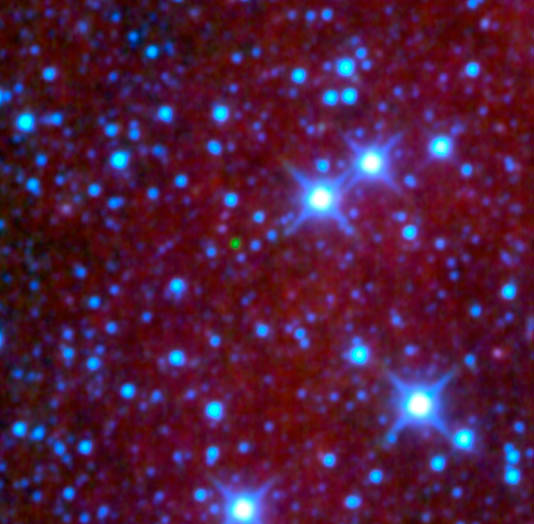
El punt verd és WISE 0458+6434, que es creu que consta de dos nanes marrons de classe T.
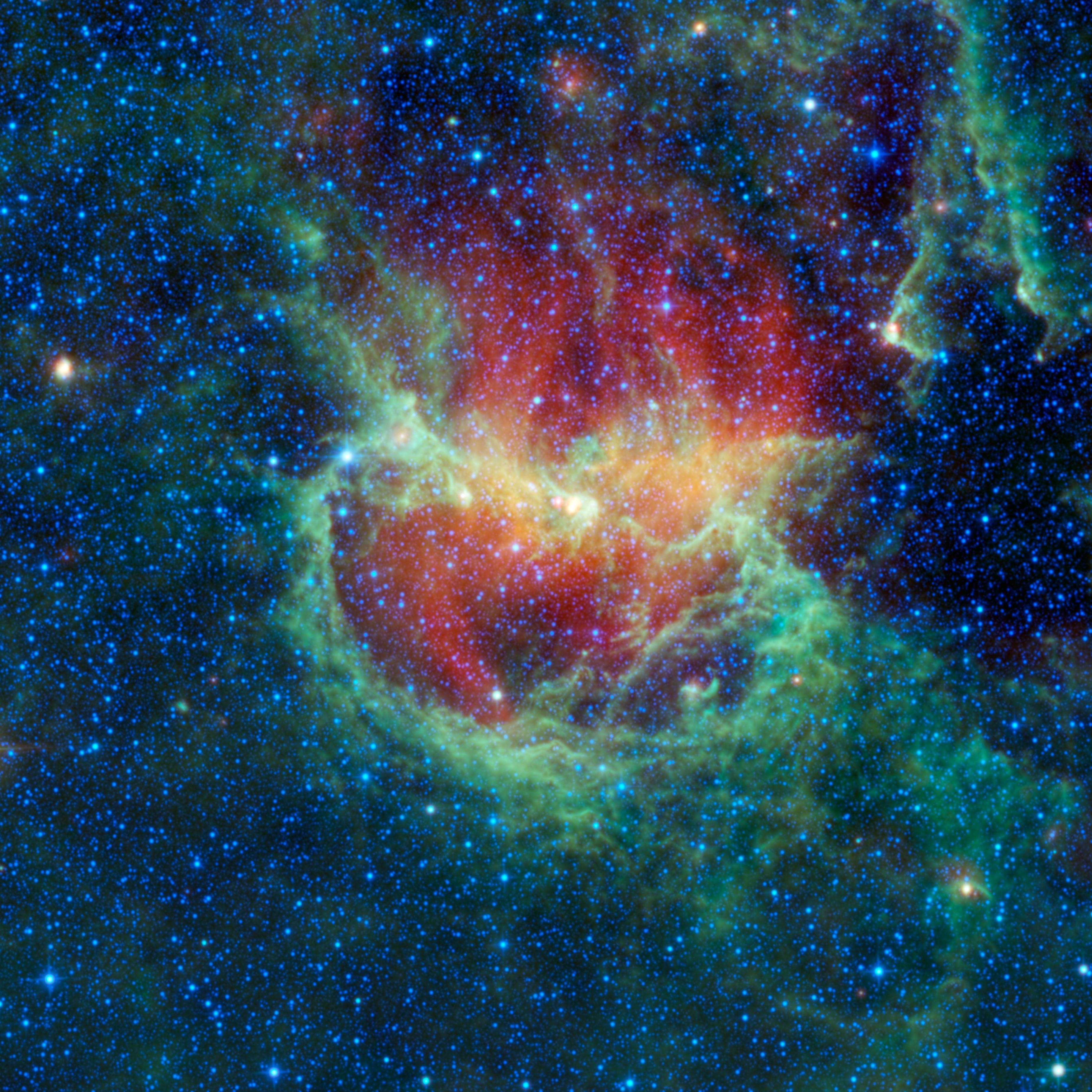
La nebulosa de Lambda Centauri, una regió de formació d'estrelles en la Via Làctia
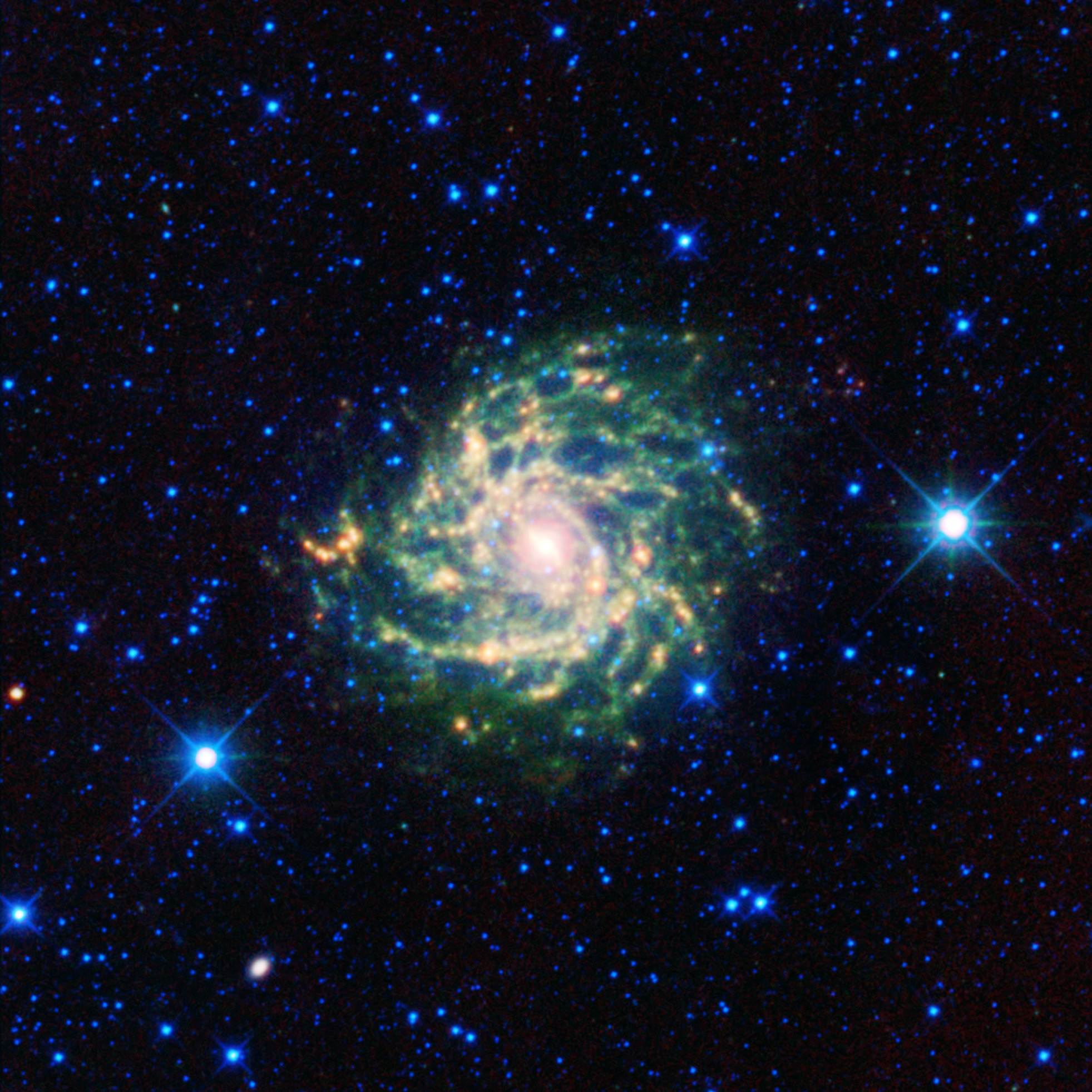
IC 342, una galàxia normalment oculta visible per la imatgeria infraroja